# Мнюта
Мнюта — річка в Білорусі у Глибоцькому й Шарковщинському районах Вітебської області. Права притока річки Дісни (басейн Балтійського моря).

## Опис
Довжина річки 41 км, похил річки 1,1 , площа басейну водозбору 873 км², середньорічний стік 5,6 м³/с. Формується притоками та безіменними струмками.

## Розташування
Бере початок з озера Пліса біля села Пліса. Тече переважно на північний захід через озера Мнюта та Велець і на північно-західній околиці села Жукі Ложні впадає в річку Дісну, ліву притоку річки Західної Двіни.